# 江民殺毒軟件
江民杀毒软件是由王江民研發，並成立於中国大陸的北京江民新科技术有限公司（成立于1996年）开发的杀毒软件。

## 历史[1]
- 1994年，KV100防病毒軟體诞生。
- 1996年9月，KV300防毒軟體上市。
- 1997年11月，KV300+上市。江民公司称其“在国内第一个清除WORD95宏病毒”。
- 2000年11月，KV3000防毒軟體推出。
- 2000年12月，KV3000軟體推向日本市场。
- 2001年9月，KV網路版推出。
- 2003年1月，KV江民防毒王2003正式上市。
- 2003年4月，江民防毒軟體日本版VIRUS DOCTOR在日本正式上市。
- 2003年6月，正式推出KV江民防毒軟體電子版。
- 2003年7月21日，江民防軟體KV2004推出。
- 2004年5月底，江民推出KV2004国际版，在日本、美国、加拿大等国家同步发售。
- 2004年10月，江民防毒軟體KV2005正式发布。在这之后，KV網路版2005正式发布。
- 2005年9月6日，江民科技在北京钓鱼台发布了KV2006产品。
- 2006年9月21日，江民防毒軟體KV2007在人民大会堂正式发布。
- 2007年4月17日，江民科技宣布正式发布江民杀毒软件KV網路版2007。
- 2007年9月11日，江民科技在北京翠宫饭店举行了发布会，正式发布江民防毒軟體KV2008。
- 2008年10月，江民科技发布了江民防毒軟體KV2009。
- 2009年10月13日，国内领先的计算机反病毒厂商江民科技悉心打造的江民防毒軟體KV2010新品在京隆重发布。
- 2010年4月4日，北京江民新科技术有限公司董事长王江民先生于9:20因病在北京逝世，享年59岁。
- 2010年12月13日，江民防毒軟體2011正式版发布。
- 2012年8月1日，江民速智版防毒軟體KV2013在中國大陸进行内测。
- 2012年8月8日，江民公司宣布KV2013已進行兩個多月的測試。
- 2012年11月1日，江民公司宣布速智版防毒軟體KV2013正式上市。

## 軟體特点
更新服務：
每天2次自動更新病毒碼及不定期更新防毒引擎主程式。可通过在线升级以及手动下载升级包来更新杀毒软件。
台湾为每天更新一次。
更新方式为云端更新，而非传统的病毒码
授权方式：
使用限定时间的序列号，可将序列号充值进入江民通行证ID，并生成授权文件，方便日后安装杀毒软件导入授权文件。
台湾则使用卡号、密码为授权方式。
版本
江民杀毒软件有下载版、标准版、移动版、网络版以及服务器版。
下载版、标准版均可安装于微软Windows Server操作系统上。但在64位系统上并未完整支持全部工具。

## 逻辑炸弹事件
1997年，江民公司在其反病毒软件KV300 L++版中设置了逻辑炸弹，据其自称仅检测针对本软件的盗版用户锁死硬盘用以反制盗版行为。此举导致许多用户的电脑硬盘数据被锁死且难以恢复（未有统计数据），并引发了当时软件业界的轰动和对此的广泛争议。后中国大陸公安部门认定江民公司此行为属于故意输入有害数据危害计算机信息系统安全，并根据《中华人民共和国计算机信息系统安全保护条例》第23条之规定，对其处以3000元人民币的罚款。

## 外部連結
- 江民科技 （页面存档备份，存于）（简体中文）
- 江民科技台湾 （页面存档备份，存于）（繁體中文）